# Публий Минуций Авгурин
Публий Минуций Авгурин (на латински: Publius Minucius Augurinus; * 525 пр.н.е., Рим; † сл. 492 пр.н.е.) e римски политик през 5 век пр.н.е.
Произлиза от патрицианския клон Авгурин на род Генуции Минуции (gens Genucia и Minucia) и е по-малък брат на Марк Минуций Авгурин, консул през 497 и 491 пр.н.е.
Публий Минуций Авгурин e консул през 492 пр.н.е. заедно с Тит Геганий Мацерин. През тази година в Рим има голяма гладна криза.
Той има двама сина, които също стават консули: Луций Минуций Есквилин Авгурин (суфектконсул 458пр.н.е.) и Квинт Минуций Есквилин (консул 457 пр.н.е.)